# Ivana Banfić
Ivana Banfić (* 16. November 1969 in Zagreb, SFR Jugoslawien) ist eine kroatische Dance- und Pop-Sängerin.

## Biographie
Banfić wuchs in einer Musikerfamilie auf und besuchte eine Musikschule. Seit ihrem vierzehnten Lebensjahr tritt sie als Background-Sängerin auf. Ende der achtziger Jahre fängt ihre Karriere an; zusammen mit Severina moderiert sie die damals populäre Musiksendung Top Cup im kroatischen Fernsehen.
1990 hatte sie ihren ersten Solo-Auftritt, und zwar auf dem Zagrebfest, mit dem Lied Dođi (dt. Komm). Ein Jahr später erschien ihre erste Platte, unter dem Namen Vozi me polako (dt. Fahr mich langsam). 1991 belegte sie mit dem Lied Daj povedi me (dt. Komm nimm mich mit) in Sarajevo, bei der letzten jugoslawischen Vorausscheidung zum Eurovision Song Contest, hinter Bebi Dol und Danijel den dritten Platz. 1993 erschien eine Maxi-Kassette mit dem Lied Ne pitaj za mene (dt. Frag nicht nach mir) auf dem kroatischen Markt. Das Lied selbst wurde ein relativ großer Hit im kroatischen Radio. 1994 nahm sie die CD Istinite priče vol. 1 (dt. Wahre Geschichten Teil 1) unter dem Künstlernamen I BEE auf. Das Lied Ti si bolji (dt. Du bist besser), bekannter als Da mu nisam dala (dt. Hätte ich ihm nicht gegeben), war die erste Single vom Album und ihr erster großer Hit. Danach wurde die Single Ja (dt. Ich) ausgekoppelt, welche genauso viel Erfolg hatte wie die erste Single.
Auf Ja folgte ein noch größerer Erfolg für Ivana mit dem Lied Šumica (dt. Wäldchen). Neben diesen drei Liedern wurden noch Koljena (dt. Knie), Da te mogu vratiti (dt. Wenn ich dich zurückholen könnte) und Pusti me na miru (dt. Lass mich in Ruhe) aus dem zweiten Album ausgekoppelt. Daneben wurden im Jahr 1994 noch zwei weitere Lieder veröffentlicht, die nicht auf dem Album zu finden sind, sondern nur auf einer Promo-Maxi-Kassette: Hura (dt. Hurra) und ein Duett mit dem Sänger Tony Cetinski Sto je to stalo izmedju nas? (dt. Was ist zwischen uns passiert?), außerdem wurde noch das Stück Pizzeria auf einer Compilation veröffentlicht. 1995 ist sie überzeugend die beste Dance-Sängerin in Kroatien und in diesem Jahr veröffentlichte sie auch ihr drittes Album Mala škola ABC (dt. Kleine Schule ABC), welches vom Sound her unter dem Einfluss der deutschen Dance-Szene stand. Die populärsten Lieder dieser CD waren die Lieder Cigareta (dt. Zigarette), Šumica 2 (dt. Wäldchen 2) und vor allem Stipe i Ruza.
1996 erschien ihr bereits viertes Studioalbum unter dem Namen Bogovi su pali na tjeme (dt. Die Götter sind auf den Scheitel gefallen). Auf diesem Album befinden sich die Lieder Dream und Nag (geschrieben und produziert von Dino Dvornik). Dream erschien auf verschiedenen Kompilationen außerhalb Kroatiens (vor allem Japan). Nag (dt. Nackt) war ein Duett mit Dino Dvornik, einem der bekanntesten Sänger Kroatiens. Nag war eines der Lieder, die schon auf dem Debütalbum erschienen sind und für das Album neu eingespielt wurden. Ivana trat in diesem Jahr zum ersten Mal auf dem Splitfestival (Splitski Festival) auf, mit dem Lied Fatamorganaurokana. Vorbote dieses Albums war die Single Ja nisam ta (dt. Ich bin nicht die), welche auf Maxi-CD erschienen ist.
Nach einer zweijährigen Pause erschien 1998 ihr nächstes Studioalbum unter dem Titel Kalypso. Das Album hätte eigentlich unter dem Titel Sve Stvari Te (dt. All diese Dinge) erscheinen sollen, wegen des vorherrschenden Latinosounds wurde der Titel jedoch in Kalypso umgeändert. In diesem Jahr wurde das Lied Navigator zum größten Sommerhit in Kroatien. Das Album selbst beinhaltet, wie das vorherige, einige überarbeitete und neuaufgenommene Titel vom ersten Album. 1999 kam das Album Žena devedestih (dt. Frau der Neunziger) heraus und markiert für Banfić eine Wende in ihrer Musikkarriere. Das Lied Imam te (dt. Ich habe dich) wird ihr bisher größter Hit: Es befand sich 20 Wochen lang auf Nummer 1 in den kroatischen Musik-Charts und so wurde er auch zum größten Hit des Jahres in Kroatien.
Anfang 2000 lernte sie Dino Merlin kennen, einen der bekanntesten Sänger aus Bosnien und Herzegowina. Mit ihm nahm sie das Duett Godinama auf (dt. Jahrelang) auf, das zum meistverkauften und meistgehörten Lied in diesem Jahr in Kroatien und Bosnien und Herzegowina wurde. Das Lied Godinama brachte ihr alle drei Musikpreise auf dem kroatischen Radiofestival (Hrvatski Radijski Festival (HRF)) ein und das machte sie zu der erfolgreichsten kroatischen Sängerin der letzten zehn Jahren.
Das Album Ona zna (dt. Sie weiß es), welches 2001 herauskam und auf dem sich die Lieder Godinama (dt. Jahrelang; Siegerlied HRF; Porin), Žena zna (dt. Die Frau weiß es; Melodije Hrvatskog Jadrana) und Predaleko (dt. Zu weit; Splitski Festival) befinden, wurde ihr erfolgreichstes und meistverkauftes Album; es brachte ihr insgesamt 11 Musikpreise ein, darunter auch den kroatischen Grammy Porin für das Lied des Jahres (Godinama). 2004 kam ihr Album Glamour heraus, auf dem sich die Hits Navodno (dt. Angeblich) mit Hari Mata Hari (Splitski Festival) und Lav u srcu (dt. Der Löwe im Herz) befinden.
2005, nach 15 Jahren ihrer Karriere, brachte sie ein Best-of-Album unter dem Namen Collection heraus, auf dem sich ihre besten und erfolgreichsten Lieder befinden. Es ist eine Doppel-CD. Die erste CD beinhaltet die größten Hits und die zweite die Lieder, die Ivana am meisten am Herzen liegen und nicht so erfolgreich waren. Nicht alle Hits wurden veröffentlicht, so fehlen z. B. Lieder vom ersten Album komplett und die Hits vom zweiten, dritten und vierten Album teilweise. Ende 2006 kam ihr neuntes Album heraus, Vjerujem (dt. Ich glaube), mit dem sie wieder einen großen Erfolg hatte, denn die gleichnamige Single Vjerujem befand sich in allen kroatischen Musik-Charts auf der Nummer 1.

## Diskografie

### Alben
- 1991: Vozi me polako (Suzy)
- 1994: Istinite priče vol. 1 (Lobel)
- 1995: Mala škola ABC (Croatia Records)
- 1996: Bogovi su pali na tjeme (Croatia Records)
- 1998: Kalypso (MenArt/BMG Croatia)
- 1999: Žena devedesetih (MenArt/BMG Croatia)
- 2001: Ona zna (Menart, HR: Silber)[1]
- 2003: Glamour (Menart)
- 2006: Vjerujem (Dallas Records)

### Kompilationen
- 2005: Collection (Menart)

### Singles (Auswahl)
- 1999: Imam Te
- 2000: Godinama (mit Dino Merlin)
- 2001: Predaleko
- 2003: Navodno (mit Hari Mata Hari)

## Festivale/Auftritte
- 1990: Zagrebfest
- 1991: Jugovizija, Sarajevo
- 1994: Zagrebfest
- 1996: Dora 1996
- 1997: Dance 1
- 1998: Supergirl
- 2001: Super Hitovi 2000–2001
- 2003: Hrvatski Radijski Festival 2003
- 2003: Hrvatski Radijski Festival 2003 – 20 najboljih
- 2003: Split 2003
- 2003: Split 2003 Super 14
- 2003: Zadarfest 2003
- 2004: Hrvatski Radijski Festival 2004
- 2005: Hrvatski Radijski Festival 2005
- 2005: Hrvatski Radijski Festival 2005 – 24 najbolja
- 2005: Turky party - prvih 10 godina 1
- 2006: Dora 2006
- 2006: Hrvatski Radijski Festival 2006
- 2006: Hrvatski Radijski Festival 2006 – 24 najbolja
- 2007: Hrvatski Radijski Festival 2007 – Finale
- 2007: Hrvatski Radijski Festival 2007 – Pop Rock, Urbana
- 2007: Tulum za dušu Vol. 6
- 2008: Dora 2008
- 2013: CMC Music Festival/Sunčane Skale